# 第三种黑猩猩
《第三种黑猩猩：人类的进化及未来》（英語：The Third Chimpanzee: The Evolution and Future of the Human Animal）是一本賈德·戴蒙创作的科普图书，获得1992年的英国皇家学会科学图书奖，是賈德·戴蒙第一次获得此奖。